# Spilogale yucatanensis
Lo skunk macchiato dello Yucatán (Spilogale yucatanensis Burt, 1938) è un mammifero carnivoro della famiglia dei Mefitidi (Mephitidae) presente nella penisola messicana dello Yucatán e forse anche in Belize, nelle foreste umide degli stati messicani di Veracruz e Campeche, e a Petén nel Guatemala settentrionale.

## Tassonomia
Lo skunk macchiato dello Yucatán venne descritto scientificamente nel 1938 dallo zoologo americano William Henry Burt come una sottospecie dello skunk macchiato meridionale (Spilogale angustifrons). L'olotipo è costituito dalla pelliccia e dal cranio di una femmina adulta raccolta a Chichén Itzá il 2 marzo 1936 da M. B. Trautman. Nell'ambito di uno studio filogenetico e di revisione del genere Spilogale pubblicato nel 2021, gli studiosi hanno scoperto che lo skunk macchiato orientale (Spilogale putorius) e lo skunk macchiato delle Pianure (S. interrupta), originari rispettivamente degli Stati Uniti orientali e centrali, sono i parenti più stretti dello skunk macchiato dello Yucatán, mentre lo skunk macchiato meridionale è più strettamente imparentato con lo skunk macchiato del deserto (S. leucoparia) degli Stati Uniti meridionali e del Messico settentrionale. Allo skunk macchiato dello Yucatán è stato quindi riconosciuto lo status di specie indipendente.

## Descrizione
Nella sua descrizione, Burt afferma che lo skunk macchiato dello Yucatán differisce dallo skunk macchiato meridionale per le sue dimensioni più piccole e per i denti più piccoli e più ravvicinati. Dallo skunk macchiato pigmeo (Spilogale pygmaea), presente sulla costa messicana del Pacifico, lo skunk macchiato dello Yucatán si distingue per il modello della colorazione diverso, le zampe nere invece che bianche, il cranio più grande e triangolare e un processo mastoideo più grande sull'osso temporale. Al momento non esiste una nuova descrizione della specie.

## Biologia
Habitat della specie sono le foreste, sia umide che aride. Come lo skunk macchiato meridionale e altri skunk macchiati, lo skunk macchiato dello Yucatán ha probabilmente abitudini prevalentemente notturne e si nutre di invertebrati, frutta, anfibi e piccoli mammiferi. Per difendersi può schizzare una secrezione maleodorante. Non abbiamo nessuna informazione sulla biologia riproduttiva.